# Mistrzostwa Europy Juniorów w Saneczkarstwie 1975
21. Mistrzostwa Europy juniorów w saneczkarstwie odbyły się 11 stycznia 1975 roku w Oberhofie, w Niemczech Zachodnich. Rozegrane zostały trzy konkurencje: jedynki kobiet, jedynki mężczyzn oraz dwójki mężczyzn. W klasyfikacji medalowej najlepsi byli reprezentanci Niemieckiej Republiki Demokratycznej, którzy zdobyli wszystkie medale.

## Terminarz
| Data             | Miejscowość | Konkurencja      | Złoto                      | Srebro                         | Brąz                       |
| ---------------- | ----------- | ---------------- | -------------------------- | ------------------------------ | -------------------------- |
| 11 stycznia 1975 | Oberhof     | Jedynki kobiet   | Monika Jedamski            | Roswitha Stenzel               | Elvira Schreiber           |
| 11 stycznia 1975 | Oberhof     | Jedynki mężczyzn | Bernhard Glass             | Hendrik Fischer                | Uwe Günther                |
| 11 stycznia 1975 | Oberhof     | Dwójki mężczyzn  | Bernd Dreyer Andreas Sauer | Volker Messing Roland Herdmann | Uwe Günther Harald Schmidt |

## Wyniki

### Jedynki kobiet
- Data / Początek: Sobota 11 stycznia 1975

| Medal | Zawodniczka        | Narodowość     |
| ----- | ------------------ | -------------- |
|       | Monika Jedamski    | NRD            |
|       | Roswitha Stenzel   | NRD            |
|       | Elvira Schreiber   | NRD            |
| 4.    | Wiera Zozula       | ZSRR           |
| 5.    | Veronika Huhn      | NRD            |
| 6.    | Teresa Maziarz     | Polska         |
| 7.    | Krystyna Jagla     | Polska         |
| 8.    | Hana Bilkova       | Czechosłowacja |
| 9.    | Mária Jasencáková  | Czechosłowacja |
| 10.   | Jitka Chroustovska | Czechosłowacja |
| 11.   | Maria Nikiel       | Polska         |
| 12.   | Anna Czaja         | Polska         |
| 13.   | Marie-Luise Sieger | RFN            |
| 14.   | Veronica Holmsten  | Szwecja        |
| 15.   | Christina Gruber   | Austria        |
| 16.   | Irmgard Kreitmeier | RFN            |
| 17.   | Monika Wächter     | RFN            |
| 18.   | Ursula Leitner     | Austria        |
| 19.   | Regina König       | RFN            |

### Jedynki mężczyzn
- Data / Początek: Sobota 11 stycznia 1975

| Medal | Zawodnik               | Narodowość     |
| ----- | ---------------------- | -------------- |
|       | Bernhard Glass         | NRD            |
|       | Hendrik Fischer        | NRD            |
|       | Uwe Günther            | NRD            |
| 4.    | Volker Messing         | NRD            |
| 5.    | Helmut Günther         | NRD            |
| 6.    | Bernd Dreyer           | NRD            |
| 7.    | Stanislav Ptácník      | Czechosłowacja |
| 8.    | Michael Gardebäck      | Szwecja        |
| 9.    | Alfred Lechleitner     | Austria        |
| 10.   | Nils Vinberg           | Szwecja        |
| 11.   | Anton Wembacher        | RFN            |
| 12.   | Jurij Maszirow         | ZSRR           |
| 13.   | Milos Moravec          | Czechosłowacja |
| 14.   | Oldrich Strnad         | Czechosłowacja |
| 15.   | Kazimirz Baba          | Polska         |
| 16.   | Gerhard Böhmer         | RFN            |
| 17.   | Rainer Koch            | RFN            |
| 18.   | Indulis Kreceris       | ZSRR           |
| 19.   | Krzysztof Kuklik       | Polska         |
| 20.   | Thomas Rzeznizok       | RFN            |
| 21.   | Paul Böhmer            | RFN            |
| 22.   | Zdzisław Janisz        | Polska         |
| 23.   | Peteris Muiznicks      | ZSRR           |
| 24.   | Ivan Matos             | Czechosłowacja |
| 25.   | Bogdan Więzik          | Polska         |
| 26.   | Detlef Ammenhäuser     | RFN            |
| 27.   | Heinz Pacher           | Austria        |
| 28.   | Janis Liepa            | ZSRR           |
| 29.   | Hans Carlsson          | Szwecja        |
| 30.   | Stefan Valos           | Czechosłowacja |
| 31.   | Steinar Raastad        | Norwegia       |
| 32.   | Siergiej Kostikow      | ZSRR           |
| 33.   | Ulf Lundin             | Szwecja        |
| 34.   | Peter Kitzberger       | Czechosłowacja |
| 35.   | Rainer Gassner         | Liechtenstein  |
| 36.   | Jerzy Stankiewicz      | Polska         |
| 37.   | Krzysztof Kornaszewski | Polska         |
| 38.   | Stefan Scheucher       | Austria        |
| 39.   | Carl Henrik Bache      | Norwegia       |
| 40.   | Peteris Cimanis        | ZSRR           |
| 41.   | Gerhard Eberle         | Liechtenstein  |

### Dwójki mężczyzn
- Data / Początek: Sobota 11 stycznia 1975

| Medal | Zawodnik                             | Narodowość     |
| ----- | ------------------------------------ | -------------- |
|       | Andreas Sauer Bernd Dreyer           | NRD            |
|       | Roland Herdmann Volker Messing       | NRD            |
|       | Harald Schmidt Uwe Günther           | NRD            |
| 4.    | Krzysztof Kornaszewski Kazimirz Baba | Polska         |
| 5.    | Peter Kitzberger Stefan Valos        | Czechosłowacja |
| 6.    | Detlef Ammenhäuser Anton Wembacher   | RFN            |
| 7.    | Andreas Wembacher Thomas Rzeznizok   | RFN            |
| 8.    | Indulis Kreceris Peteris Muiznicks   | ZSRR           |
| 9.    | Zdzisław Janisz Bogdan Więzik        | Polska         |
| 10.   | Jiri Frydrych Ivan Maos              | Czechosłowacja |
| 11.   | Heinz Pacher Stefan Scheucher        | Austria        |
| 12.   | Trond Enkerud Steinar Raastad        | Norwegia       |
| 13.   | Janis Liepa Siergiej Kostikow        | ZSRR           |
| 14.   | Piotrowicz Krzysztof Kuklik          | Polska         |
| 15.   | Hermann Pusch Alfred Lechleitner     | Austria        |
| 16.   | Nils Vinberg Michael Gardebäck       | Szwecja        |
| 17.   | Vladimir Chladek Stanislav Ptácník   | Czechosłowacja |

## Klasyfikacja medalowa
| Miejsce | Państwo |   |   |   | Razem |
| ------- | ------- | - | - | - | ----- |
| 1.      | NRD     | 3 | 3 | 3 | 9     |